# Molophilus obscurus
Molophilus obscurus là một loài ruồi trong họ Limoniidae. Chúng phân bố ở miền Cổ bắc.
- Tư liệu liên quan tới Molophilus obscurus tại Wikimedia Commons